# لی یونگبو
لی یونگبو (انگلیسی: Li Yongbo؛ زادهٔ ۱۸ سپتامبر ۱۹۶۲) بدمینتون‌باز اهل چین است.